# Pierre-Narcisse Guérin
Pierre-Narcisse Guérin (n. 13 martie 1774, Paris, Regatul Franței – d. 16 iulie 1833, Roma, Statele Papale) a fost un pictor francez născut la Paris.

## Context
Elev al lui Jean-Baptiste Regnault, a obținut unul dintre cele trei mari premii oferite în 1796, deoarece concursul nu mai avusese loc din 1793. În 1799, pictura sa Marcus Sextus (Luvru) a fost expusă la Salon și a trezit un entuziasm nebunesc. În parte, acest lucru s-a datorat subiectului – o victimă a proscrierii lui Sulla care se întoarce la Roma și își găsește soția moartă și casa îndoliată – în care s-a găsit o aluzie la frământările Revoluției Franceze.

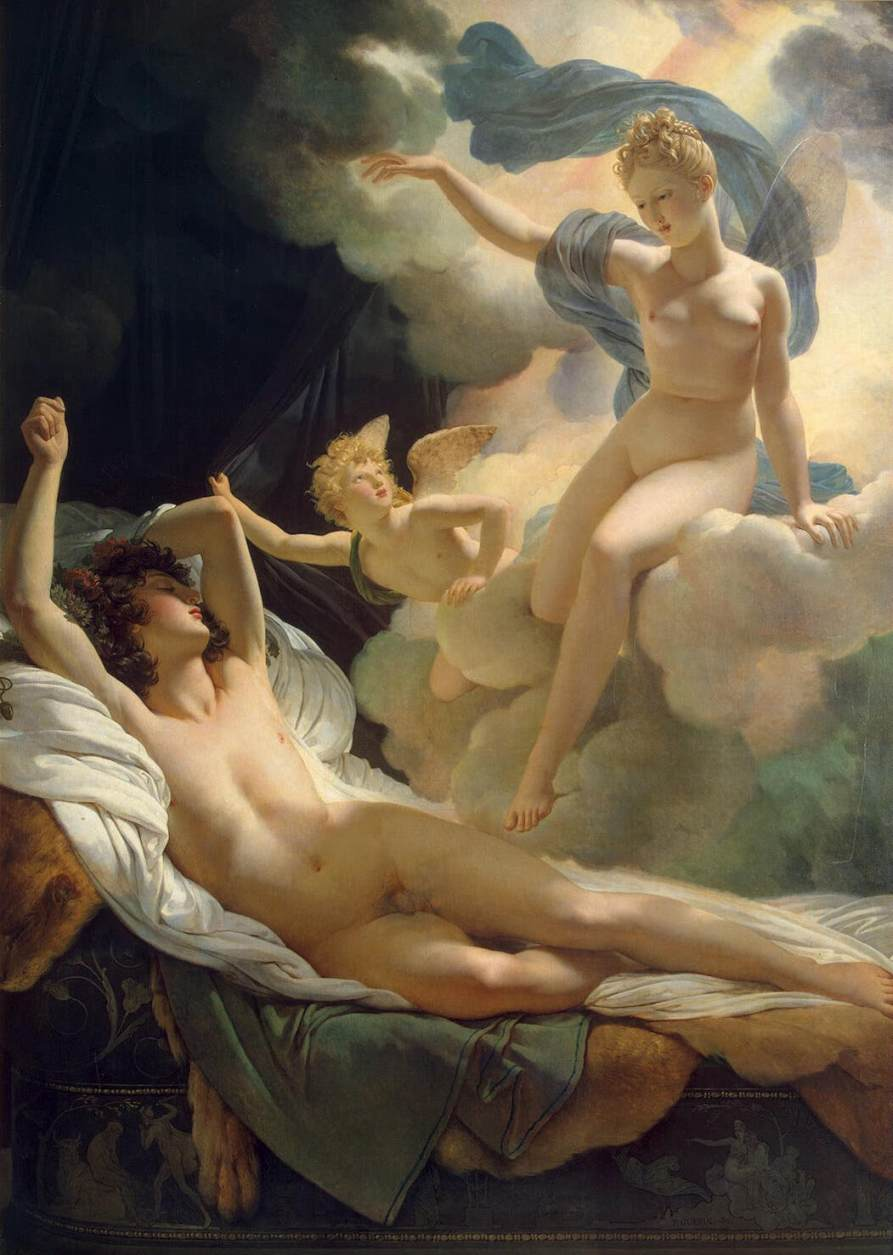
Morpheus și Iris, Muzeul Ermitaj (1811)

Cu această ocazie, lui Guérin i s-au recunoscut public meritele de către președintele Institutului și a mers la Roma pentru a studia cu Joseph-Benoît Suvée⁠(d). În 1800, neputând rămâne la Roma din cauza sănătății sale, a plecat la Napoli, unde a pictat Păstorii din mormântul lui Amyntas. În 1802 Guérin a produs Phaedra și Hippolytus (Luvru); în 1810, după întoarcerea sa la Paris, a obținut din nou un mare succes cu Andromaca și Pirus (Luvru); iar în același an a mai expus Aurora și Cephalus (Muzeul Pușkin) și Bonaparte și rebelii din Cairo (Versailles). Aceste picturi se potriveau gustului popular al Primului Imperiu, fiind extrem de melodramatice și pompos demne.
Restaurația i-a adus lui Guérin noi onoruri; primise de la primul consul în 1803 crucea Legiunii de Onoare, iar în 1815 Ludovic al XVIII-lea l-a numit membru al Académie des Beaux-Arts⁠(d). Stilul său s-a schimbat pentru a se conforma cu gustul popular. În Enea relatându-i lui Dido căderea Troiei (Luvru), Guérin a adoptat un stil mai senzual, pitoresc.

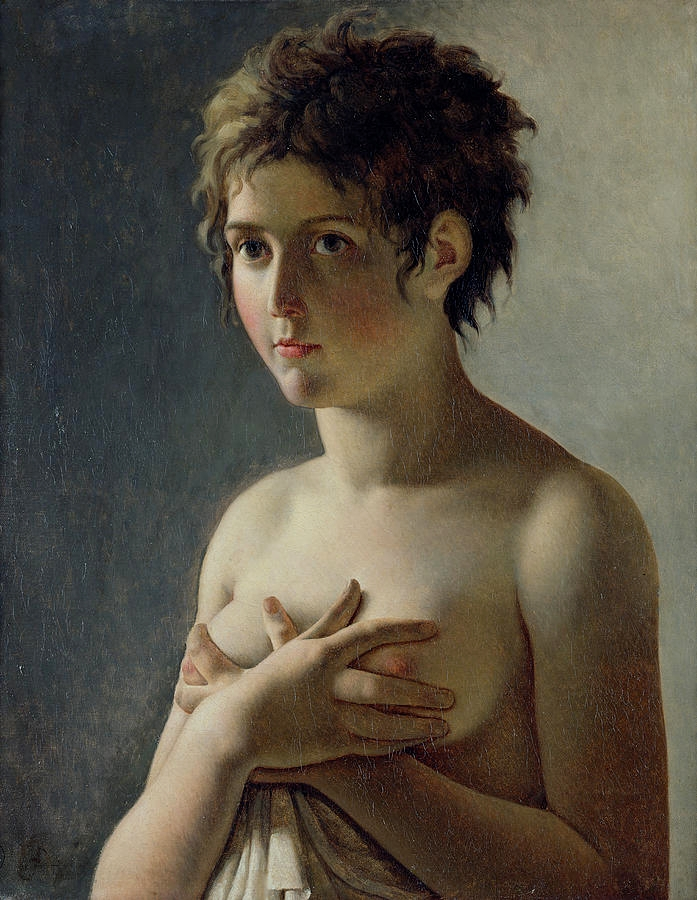
Jeune fille en buste (1794), Luvru

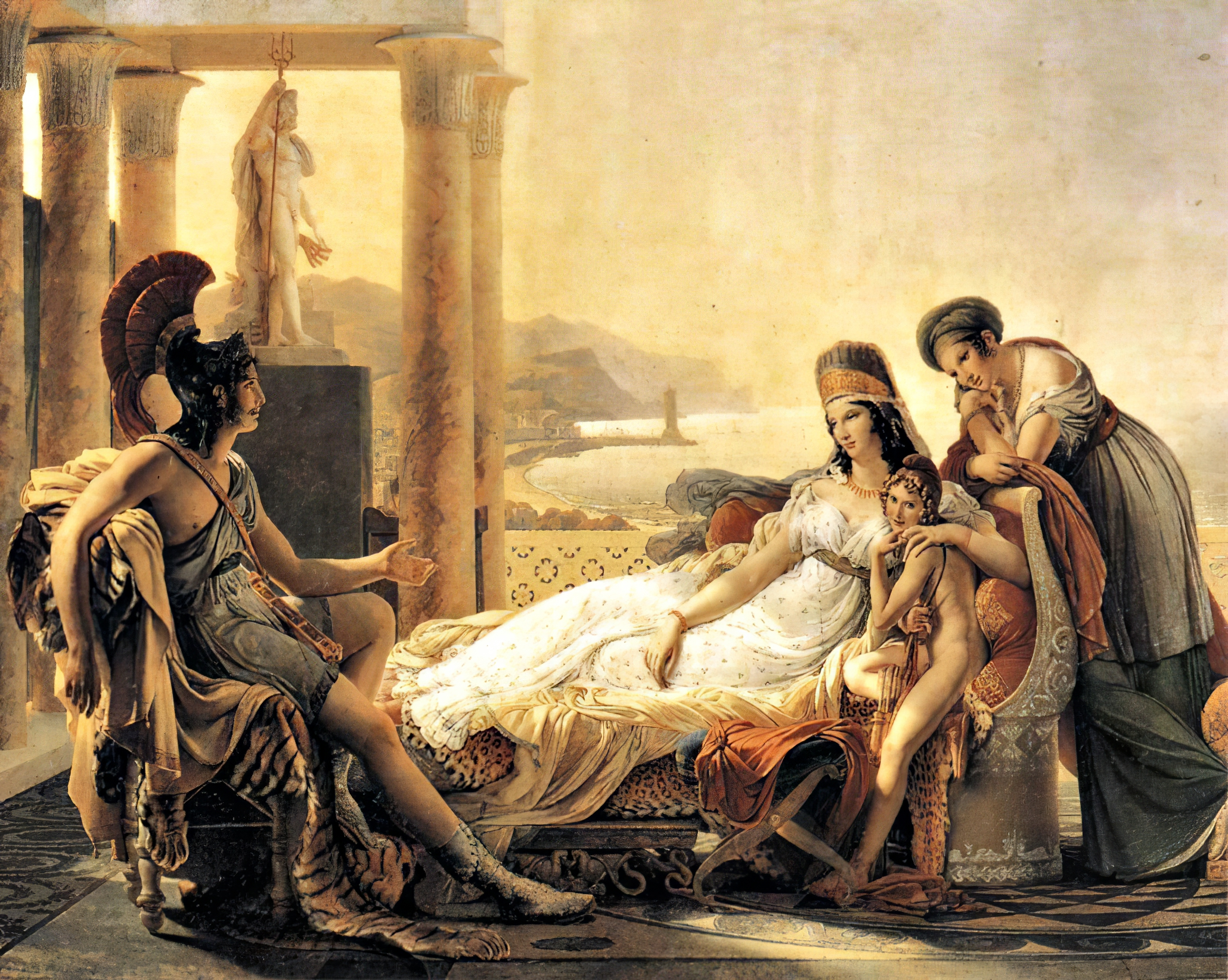
Enea relatându-i lui Dido despre căderea Troiei, 1815.

Guérin a fost însărcinat să picteze pentru Madeleine o scenă din istoria Sfântului Ludovic, dar starea sa de sănătate l-a împiedicat să ducă la bun sfârșit ceea ce începuse, iar în 1822 a acceptat postul de director al Academiei Franceze din Roma, pe care îl refuzase în 1816. La întoarcerea la Paris în 1828, Guérin, care fusese numit anterior cavaler al ordinului Sf. Mihai, a fost înnobilat. A încercat acum să finalizeze Pirus și Priam, o lucrare pe care o începuse la Roma, dar în zadar; în cele din urmă, sănătatea sa s-a șubrezit și, în speranța îmbunătățirii, s-a întors în Italia cu Horace Vernet. La scurt timp după sosirea sa la Roma, baronul Guérin a murit, la 6 iulie 1833, și a fost înmormântat în biserica La Trinité de Monti⁠(d) alături de Claude Lorrain.
Un portret eroic al lui Guerin este expus în Bazilica Sanctuarului Național al Adormirii Maicii Domnului din Baltimore. Cadou al regelui Ludovic al XVIII-lea al Franței din 1821, acesta reprezintă Pogorârea de pe cruce.

## Elevi
Mulți artiști au studiat cu Guérin, printre ei Eugène Delacroix, Théodore Géricault, Ary⁠(d) și Hendrik Scheffer⁠(d).